# Košljun (Pag)
Košljun je naselje u sastavu Grada Paga, u Zadarskoj županiji.

## Povijest
Košljun je oduvijek bio izlazna luka grada Paga na otvoreno more. Spominje se još u 14. stoljeću. Cesta između Starog Grada Paga i Košljuna je najstarija na cijelom otoku. Košljun je relativno novo mjesto jer su svi stanovnici Košljuna samo povremeno tamo boravili, a trajno živjeli u gradu Pagu. U samom Košljunu je boravila obitelj Festini(Batarija), a neposredno blizu Košljuna mnoge paške pastirske obitelji, kao npr. Sabalići(Jurin), Bistričići(Kolo, Famajo), Tičići(Pelejš), Crljenko(Luča), Bakači...

## Stanovništvo
Prema popisu iz 2011. naselje je imalo 47 stanovnika.
| broj stanovnika |       |       | 5     |       | 6     | 18    | 18    |       | 16    | 19    | 14    | 16    | 5     | 38    | 53    | 47    | 68    |
|                 | 1857. | 1869. | 1880. | 1890. | 1900. | 1910. | 1921. | 1931. | 1948. | 1953. | 1961. | 1971. | 1981. | 1991. | 2001. | 2011. | 2021. |